# Kris Burm
Kris Burm (1957, Anvers, Belgique) est un auteur de jeux de société belge. Il est spécialisé dans les jeux abstraits laissant peu ou pas du tout de place au hasard.
Le Projet GIPF a pour ambition de créer 6 jeux complémentaires. Kris Burm, peut-être par coquetterie, a publié le sixième jeu avant le cinquième.

## Ludographie

### Jeux abstraits
- Invers, 1991, Peri Spiele
- Oxford, 1993, Peri Spiele
- Balanx, 1994, Fun Connection
- Tashkent 3x3, 1995, Peri Spiele
- Flix, 1995, MB
- Orient, 1995, Happy World
- Quads, 1996, Gigamic (première version en plastique)
- Tashkent 5x5, 1997, Peri Spiele
- Bi-litaire, 1997, Peri Spiele
- Batik, 1997, Gigamic
- Elcanto, 2001, HiKu Spiele
- Batik Kid, 2002, Gigamic
- Quads, 2004, Gigamic (réédition en bois du jeu de 1996)
- Colour code, 2008, Smart games

### Projet GIPF
- GIPF, 1997, Don & Co / Schmidt Spiele / Gigamic, no 1
- TAMSK, 1999, Schmidt Spiele / Gigamic, no 2
- GIPF SET 1, 1999, Schmidt Spiele, potentiels TAMSK
- ZÈRTZ, 2000, Don & Co / Schmidt Spiele / Gigamic, no 3, Mensa Select Mind Games  2000
- DVONN, 2001, Don & Co / Gigamic, no 4, Mensa Select Mind Games  2002, International Gamers Awards  deux joueurs 2002, Games Magazine Awards  2003
- GIPF Set 2, 2001, Don & Co, potentiels ZÈRTZ et DVONN
- YINSH, 2003, Don & Co / Gigamic, no 6, Mensa Select Mind Games  2004, Sceau d'excellence Option consommateurs  2006
- PÜNCT, 2005, Don & Co / Gigamic, no 5
- TZAAR, 2007, Don & Co / Gigamic, no 2 Remplace TAMSK (TAMSK est retiré du projet), Nomimé au as d'Or 2009
- LYNGK, 2017,

#### Jeu de dés avecJean Vanaise
- Dicemaster, 1997, Iron Crown Enterprises